# Камерен оркестър на Общоарменския благотворителен съюз
Камерният оркестър на Общоарменския благотворителен съюз (AGBU-Sofia Chamber Orchestra) е симфоничен камерен оркестър, който е създаден през 2006 г.  по инициатива на Соня Бедросян-Авакян, с цел популяризиране на образци на арменската и българската музикална култура, шедьоври на музикалната класика и произведения от съвременни автори. Диригентът и музикален директор до 2017 г. е Бедрос Папазян., а от 2017-а до днес диригент и музикален директор става Левон Манукян
Камерният оркестър е създаден по повод 100-годишнината от основаването на организацията „Парекордзаган“. Председател на организацията до 2017 година е Соня Бедросян-Авакян, а след това става почетен председател и остава Директор на AGBU - Sofia Chamber orchestra. Оркестърът организира концерти и турнета, записи на класическа, филмова, театрална и модерна музика. Репертоарът му включва шедьоври на класическата музика, българската и арменската музика и образци на съвременната световна музика. Оркестърът е инициирал и вдъхновил създаването на творби от български композитори и е осъществил световни премиери на „Музика Медитатива“ от Велислав Заимов, Камерна симфония „Феникс“ от Георги Андреев, „С дъх на кайсия“ от Артин Потурлиян, „Елегия“ от Григор Паликаров, „Арменска сюита“ от Симеон Щерев, адаптации за оркестър по арменски народни песни – „Хингала“, „Ой Сирун“ и „Хой Назан“ от Владимир Джамбазов, „Сюита по арменски мотиви“ от Теодосий Спасов. Произведения на Хачатурян, Арутюнян, Мирзоян, Гомидас, Спендиаров и редица съвременни автори.
Сред гостуващите солисти са проф. Ангел Станков, проф. Йосиф Радионов, проф. Симеон Щерев, проф. Майер Франк, проф. Жени Захариева, проф. Божидар Ноев, проф. Георги Спасов, проф. Лидия Ошавкова, проф. Сава Димитров, Теодосий Спасов, Георги Андреев, Нели Андреева, Ясен Енчев, концертмайсторите на Софийска Филхармония Павел Златаров и Калина Христова, тимпанистката Румяна Михайлова, виолистката Милена Златарова, арфистката Кохар Андонян, певицата Вера Грънчарова, валдхорнистите Юри Ризов, Жеко Атанасов, Ясен Теодосиев, флейтистките Кремена Ачева, Гергана Иванова и Мила Павлова, обоистът Вълчан Вълчанов, кларинетистите Панталей Панталеев, Петьо Бобев, Данчо Радевски и др.
Сред международните солисти на оркестъра са пианистите Саркис Закарян (Великобритания), София Меликян (Испания), Хайг Арсенян (САЩ), цигуларите Димитър Иванов (концертмайстор на Франфуртската опера), Макрухи Хагел (Германия), Веселин Парашкевов (Германия), Божидар Братоев (Франция), Иван Димитров (Австрия), проф. Силви Закарян (САЩ), виолистите Торком Парсамян (Австрия) и Ваче Ховеян (Армения), певиците Лусине Даниелян (Армения), Хасмик Харутюнян (Армения), Етери Хованесян (Армения), Фади Рашид – китара и уд (Ливан), ансамбъл „Белтанго“ (Сърбия), джазмените от Република Македония „Братя Тавитян“, група ученици от Музикалната гимназия Ереван водени от Силва Мекинян и много други.